# I baccanti
I baccanti è un'opera lirica in tre atti di Uranio Fontana su libretto di Giacomo Sacchero, andata per la prima volta in scena nel 1847 al teatro Carcano di Milano. Nel cast della prima figurava fra gli altri Antonio Ghislanzoni, poi divenuto più celebre come librettista dell'Aida, nel ruolo di Minio.

## Trama
Lo svolgimento è un'ulteriore iterazione nel panorama operistico di una vicenda svoltasi nel 186 a.C.: il tribuno Ebuzio, orfano di padre, viene introdotto ai culti misterici legati a Bacco dall'infido sacerdote Minio, che in realtà non solo è l'assassino del padre, ma vuole anche far dichiarare il ragazzo inabile di intendere e volere solo per impossessarsi dei beni paterni. Ad aprirgli gli occhi sono il console Postumio, che contrasta gli empi e pericolosi culti bacchici, e l'amata Fecenia; alla fine, dunque, gli adepti alla setta vengono condannati dal Senato, colti nel mezzo dei loro riti dai soldati, e Minio ucciso nell'impeto della folla, vendicando così il padre di Ebuzio.

## Struttura musicale
- Sinfonia

### Atto I
- N. 1 - Introduzione Perché mai, surta appena l'aurora (Coro, Minio, Rutilio, Ebuzio)
- N. 2 - Cavatina Ne' dì che al primo palpito (Fecenia, [Ippia])
- N. 3 - Finale I Donna, se un dolce imperio (Minio, Fecenia, Ebuzio, Rutilio, Coro, Postumio, Ippia, Lentulo)

### Atto II
- N. 4 - Coro Là degli empi ogni eccesso più nero - Cada il tempio, e in lor discenda (Postumio, Coro, Fecenia, Lentulo)
- N. 5 - Duetto Ed io t'amai coll'impeto (Fecenia, Ebuzio)

### Atto III
- N. 6 - Inno Amiam beviamo fra danze e canti (Coro)
- N. 7 - Aria Empia Roma, piangi e trema (Minio, Coro)
- N. 8 - Finale III Ahi, che lessi!... Oh funesto rossore! (Ebuzio, Fecenia, Coro, Postumio, Lentulo)